# Svazek obcí Bystřice
Svazek obcí Bystřice je svazek obcí v okresu Karlovy Vary, jeho sídlem je Pernink a jeho cílem je regionální rozvoj. Sdružuje celkem 6 obcí a byl založen v roce 2005.

## Obce sdružené v mikroregionu
- Potůčky
- Merklín
- Abertamy
- Horní Blatná
- Hroznětín
- Pernink